# The Family (gruppo musicale)
The Family era una band formata da Prince, e una delle prime firme per la sua etichetta discografica, Paisley Park. La band si è riformata come fDeluxe nel 2009.

## I membri della band

### Attuale
- St. Paul (voce, tastiere e basso)
- Susannah Melvoin (voce e tastiere)
- Jellybean Johnson (batteria, chitarra)
- Eric Leeds (sassofono e flauto)
- Priest DeBrazier (basso, batteria e voce)

### Ex componenti
- Miko Weaver (chitarra)
- Jerome Benton (percussioni)

## Discografia

### Album
- 1985 - The Family, Paisley Park Records
- 2011 - Gaslight (as fDeluxe), Rope-a-Dope and MiG/Art of Groove Records
- 2012 - Relit (as fDeluxe), Flat White Records
- 2013 - Live & Tight (As A Funk Fiends Fix) (as fDeluxe), Flat White Records
- 2014 - AM Static (as fDeluxe), Flat White Records

### Singoli
- High Fashion (1985), Paisley Park
- The Screams of Passion (1985), Paisley Park
- Drummers And Healers / Gaslight / Sanctified (2011), Art Of Groove / MIG (12" Single)
- Gaslight (2011), Art Of Groove / MIG (CD)
- Over The Canyon / Sanctified (2012), Art Of Groove / MIG (CD)
- Drummers And Healers (2012), Art Of Groove / MIG (CD)
- You Got What You Wanted (2012), Flat White Records (CD EP)